# Antracensko olje
Antracensko olje (tudi antrecenoel, antracenska pasta) je rjavkasta tekočina, ki je zelo kancerogena; ima vonj po katranu.

## Pridobivanje
Z antracenom bogata trdna snov se pridobiva s kristalizacijo in centrifugiranjem antracenskega olja.Sestavljen je predvsem iz antracena, karbazola in fenantrena. Pridobiva se s suho destilacijo, direktno iz nafte oziroma njenih stranskih produktov, ali pa iz črnega premoga, poznanega kot koks.

## Uporaba snovi
Uporablja se za premazovanje in impregniranje lesa in kamna.

## Lastnosti
Je oljnata rjavkasta tekočina z vonjem po katranu z vreliščem nad 280 stopinj Celzija in tališčem pri 23 stopinjah Celzija.
Je gorljiva tekočina, pri čemer hlapi tvorijo z zrakom eksplozivne zmesi.
Antracensko olje je stabilno pod normalnimi temperaturami in tlakom. Nezdružljivo je z močnimi oksidanti, saj pri stiku nastaja ogljikov monoksid, ogljikov dioksid,...